# 黄氏世宦祠
黄氏世宦祠，又称东轩祖祠，位于中国广东省江门市蓬江区杜阮镇龙榜村。1995年定为江门市级文物保护单位。
黄氏世宦祠现存建筑为清乾隆二十三年（1758年）重建。面宽13.8米，深10.7米。建造工艺精湛，颇具特色。